# Foot Ball Club Spezia 1906 1979-1980
Questa voce raccoglie le informazioni riguardanti il Foot Ball Club Spezia 1906 nelle competizioni ufficiali della stagione 1979-1980.

## Stagione
Nel dopo Alfeo Mordenti, il nuovo nocchiero della barca spezzina è Giovanni Fusani. Per la rinascita si pensa ad un tecnico giovane ed ambizioso, fresco di supercorso, Roberto Mazzanti. Dopo dodici stagioni in rosa e 410 presenze con la maglia bianconera, alfiere spezzino di tutti i tempi, non figura in lizza per questa stagione Osvaldo Motto. Tra i volti nuovi spicca un giovane attaccante con il fiuto del gol: Massimo Barbuti, prelevato dalla Cerretese. Diventa il capocannoniere del girone con 23 reti.
Nel ritiro estivo di Bagnone il tecnico tempra la squadra che ingaggia nel girone A con Prato e Rondinella la sfida a tre per salire di categoria, sul campo la spuntano le due toscane per 2 punti, ma accade qualcosa di poco chiaro, la Rondinella è accusata di combine, e poi viene penalizzata di 6 punti. Così lo Spezia da terzo con 44 punti, diventa secondo alle spalle del Prato a 46 punti, ed entrambe salgono in Serie C1.
Nella Coppa Italia di Serie C lo Spezia disputa prima del campionato il 14º girone di qualificazione, che promuove ai Sedicesimi il Pietrasanta e lascia al palo le favorite Spezia e Carrarese.

## Rosa
| N. |                   | Ruolo | Calciatore           |
| -- | ----------------- | ----- | -------------------- |
|    | Italia (bandiera) | C     | Antonio Acconcia     |
|    | Italia (bandiera) | A     | Maurizio Antenucci   |
|    | Italia (bandiera) | A     | Massimo Barbuti      |
|    | Italia (bandiera) | A     | Tullio Becattini     |
|    | Italia (bandiera) | D     | Maurizio Benedetti   |
|    | Italia (bandiera) | D     | Morris Bertacchini   |
|    | Italia (bandiera) | D     | Giampaolo Bonanni    |
|    | Italia (bandiera) | A     | Antonio Bongiorni    |
|    | Italia (bandiera) | P     | Sergio D'Arsiè       |
|    | Italia (bandiera) | P     | Fernando De Filippis |
|    | Italia (bandiera) | C     | Gianni Di Staso      |

| N. |                   | Ruolo | Calciatore         |
| -- | ----------------- | ----- | ------------------ |
|    | Italia (bandiera) | C     | Francesco Fazio    |
|    | Italia (bandiera) | D     | Giancarlo Lestinge |
|    | Italia (bandiera) | C     | Stefano Noferi     |
|    | Italia (bandiera) | P     | Marco Rossinelli   |
|    | Italia (bandiera) | D     | Nicchi Maurizio    |
|    | Italia (bandiera) | D     | Antonio Sassarini  |
|    | Italia (bandiera) | C     | Angelo Seghezza    |
|    | Italia (bandiera) | A     | Antonio Sellitri   |
|    | Italia (bandiera) | C     | Fabio Simoni       |
|    | Italia (bandiera) | D     | Antonio Tavarelli  |

## Risultati

### Campionato

#### Girone di andata
| La Spezia 30 settembre 1979 1ª giornata | Spezia            | 0 – 0 | Lucchese | Stadio Alberto Picco\| Arbitro: \| Rinaldi (Caserta) \| |
| Arbitro:                                | Rinaldi (Caserta) |       |          |                                                         |

| Siena 7 ottobre 1979 2ª giornata | Siena          | 0 – 0 | Spezia | Stadio del Rastrello\| Arbitro: \| Mele (Bergamo) \| |
| Arbitro:                         | Mele (Bergamo) |       |        |                                                      |

| Arbitro: | Panizzolo (Seregno) |

|             |           |  |
| Barbuti 22’ | Marcatori |  |

| Città di Castello 21 ottobre 1979 4ª giornata | Città di Castello | 0 – 0 | Spezia | Stadio Comunale\| Arbitro: \| Palmeri (Bolzano) \| |
| Arbitro:                                      | Palmeri (Bolzano) |       |        |                                                    |

| Arbitro: | De Marchi (Novara) |

|          |           |            |
| Testa 2’ | Marcatori | 81’ Simoni |

| Arbitro: | Biaggi (Legnano) |

|              |           |  |
| Di Staso 67’ | Marcatori |  |

| Arbitro: | Sanna (Alghero) |

|               |           |  |
| Becattini 70’ | Marcatori |  |

| Arbitro: | Meschini (Perugia) |

|              |           |                              |
| Giansanti 5’ | Marcatori | 67’ Bongiorni 87’ Rossinelli |

| Arbitro: | Laricchia (Bari) |

|                      |           |  |
| Noferi 6’ Simoni 66’ | Marcatori |  |

| Arbitro: | Ongaro (Rovigo) |

|           |           |             |
| Russo 36’ | Marcatori | 17’ Barbuti |

| Arbitro: | Albertini (Vigevano) |

|             |           |  |
| Barbuti 85’ | Marcatori |  |

| Arbitro: | Falsetti (Roma) |

|              |           |                                       |
| Di Iorio 29’ | Marcatori | 38’ Simoni 43’ Barbuti 67’ Rossinelli |

| Arbitro: | Mele (Bergamo) |

|             |           |  |
| Bertoni 66’ | Marcatori |  |

| Arbitro: | Laudato (Taranto) |

|             |           |             |
| Barbuti 44’ | Marcatori | 38’ Baldini |

| Arbitro: | De Marchi (Novara) |

|                           |           |             |
| Biloni 14’ Bicchierai 48’ | Marcatori | 54’ Barbuti |

| Arbitro: | Basile (Siracusa) |

|  |           |           |
|  | Marcatori | 7’ Gritti |

| Arbitro: | Lugli (Reggio Emilia) |

|            |           |  |
| Regali 88’ | Marcatori |  |

#### Girone di ritorno
| Arbitro: | Damiani (Ascoli Piceno) |

|           |           |  |
| Grassi 4’ | Marcatori |  |

| Arbitro: | Damiani (Cagliari) |

|             |           |           |
| Barbuti 25’ | Marcatori | 3’ Macchi |

| Arbitro: | Guardini (Verona) |

|  |           |             |
|  | Marcatori | 60’ Barbuti |

| La Spezia 24 febbraio 1980 21ª giornata | Spezia              | 0 – 0 | Città di Castello | Stadio Alberto Picco\| Arbitro: \| Amendolia (Messina) \| |
| Arbitro:                                | Amendolia (Messina) |       |                   |                                                           |

| Arbitro: | Ciangola (Roma) |

|                         |           |  |
| Barbuti 25’, 57’ (rig.) | Marcatori |  |

| Arbitro: | Scevola (Milano) |

|                              |           |                           |
| Sarti 23’ (rig.) Vettori 66’ | Marcatori | 50’ Barbuti 73’ Becattini |

| Arbitro: | Guardini (Verona) |

|                                       |           |                  |
| Cecilli 28’ Guidugli 52’ Tentorio 71’ | Marcatori | 30’, 75’ Barbuti |

| Arbitro: | Rinaldi (Caserta) |

|                         |           |             |
| Sellitri 1’ Barbuti 40’ | Marcatori | 22’ Manieri |

| Arbitro: | Tagliapietra (Vicenza) |

|               |           |                                  |
| Magaraggia 9’ | Marcatori | 76’ (aut.) Torchio 89’ Bongiorni |

| Arbitro: | Tuveri (Cagliari) |

|                         |           |  |
| Barbuti 61’, 68’ (rig.) | Marcatori |  |

| Arbitro: | Palmeri (Bolzano) |

|           |           |               |
| Betti 57’ | Marcatori | 40’ Becattini |

| Arbitro: | Giannoni (Jesi) |

|                    |           |  |
| Bongiorni 51’, 60’ | Marcatori |  |

| Arbitro: | Altobelli (Roma) |

|                               |           |            |
| Bongiorni 22’ Bertacchini 79’ | Marcatori | 27’ Torano |

| Arbitro: | Savalli (Trapani) |

|  |           |               |
|  | Marcatori | 65’ Becattini |

| Arbitro: | Pairetto (Torino) |

|            |           |  |
| Barbuti 2’ | Marcatori |  |

| Arbitro: | Ronchetti (Modena) |

|                                          |           |                                |
| Russo 7’, 58’ Gritti 44’ (rig.) Bisi 46’ | Marcatori | 24’, 48’ Barbuti 56’ Becattini |

| Arbitro: | Sguizzato (Verona) |

|                                                    |           |  |
| Barbuti 18’, 34’, 67’, 80’ Fazio 25’ Bongiorni 55’ | Marcatori |  |

### Coppa Italia

#### Girone 14
| Arbitro: | Belfiori (Perugia) |

|             |           |  |
| Baglini 51’ | Marcatori |  |

| Arbitro: | Pavirani (Cesena) |

|                                  |           |              |
| Podestà 31’ (aut.) Bongiorni 61’ | Marcatori | 22’ Di Mario |

| 5 settembre 1979 3ª giornata |  | – Turno riposo Spezia |  |  |

| Arbitro: | Gamberini (Monza) |

|              |           |  |
| Sellitri 44’ | Marcatori |  |

| Arbitro: | Da Pozzo (Monza) |

|                      |           |  |
| Giansanti 33’ (rig.) | Marcatori |  |

| 23 settembre 1979 6ª giornata |  | – Turno riposo Spezia |  |  |